# Jean de Saisy de Kerampuil
 (novembre 2019).
- Si vous ne connaissez pas le sujet, laissez ce bandeau (vous pouvez alors contacter les auteurs).
- Si vous supprimez le contenu mis en cause (vous pouvez préalablement contacter les auteurs),

argumentez précisément cette suppression dans la page de discussion
(un manque de référence n'est pas un argument ; une recherche réelle de référence doit avoir été effectuée, être formellement documentée).
Le vicomte Jean de Saisy de Kerampuil est un entrepreneur régionaliste et un  militant de la culture bretonne, né le 17 juillet 1881 au château de Kerampuil à Plouguer (actuellement commune de Carhaix-Plouguer) et mort le 19 août 1933 lors d'un accident de la route à Leuhan. Il était titulaire de la croix de guerre 1914-1918 et chevalier de la Légion d'honneur.

## Famille
Son père, Paul Césaire Emmanuel, est issu d’une vieille famille noble établie à Kerampuil depuis le XIVe siècle. Il avait commandé les zouaves pontificaux chargés de défendre les États du Pape contre l’armée du Piémont, puis a été élu maire de Plouguer, et ensuite député du Finistère en 1885. La mère de Jean était Marie-Élisabeth du Plessis de Grenédan qui disparut en 1884 en laissant six jeunes enfants. Son oncle, Hervé de Saisy de Kerampuil, a été député des Côtes-du-Nord, puis sénateur.

## L'entrepreneur audacieux et social
À la suite de sondages, il est informé que, dans le nord de Riec-sur-Bélon et à proximité immédiate d’une ligne de chemin de fer à voie métrique des Chemins de Fer Départementaux du Finistère (CFDF, ligne Quimperlé-Pont-Aven), le sous-sol contient un gisement important de kaolin. Il entreprend donc de rassembler des fonds auprès des banques et de plusieurs investisseurs, dont des membres de sa famille.
En juin 1919 est créée à Quimperlé, la "Société anonyme des terres réfractaires, grès et kaolins du Finistère". L’exploitation est entreprise immédiatement et le tonnage expédié à Quimperlé, puis envoyé plus loin par le réseau de chemin de fer de l’État, devient important.
Les débouchés principaux sont l’industrie papetière, l'industrie du tissage et les emplâtres médicaux, mais les espoirs que Jean de Saisy a mis dans la fabrication locale de porcelaine disparaissent, car le kaolin de Riec n’a pas la finesse requise pour les services de table.
Privée de cette perspective, la société ne parvient pas à équilibrer ses comptes et il faut trouver de l’argent frais. Sa sœur, Jeanne, veuve du comte Anatole Joseph de Brémond d'Ars, ne souhaite pas poursuivre, les banques et les autres investisseurs potentiels non plus.
Parallèlement, il est directeur de la Société anonyme « Les Forces motrices de l’Ellé » qui exploite une centrale hydroélectrique au Moulin de la Motte à Quimperlé et une centrale thermique à Riec.
Il regroupe ses entreprises dans le Consortium breton qui fonde en mai 1927 la société « Chaux et ciments du Poher », puis « Les Fours à chaux de Scrignac » créés pour exploiter les gisements calcaires de Scrignac et, enfin, les « Produits Céramiques de Cornouaille ».
Il veut développer une électrification décentralisée dans laquelle un barrage hydroélectrique est construit avec le ciment et les briques locales, tandis que la centrale thermique associée pour pallier les faibles étiages serait alimentée avec la tourbe des Monts d’Arrée.
Il a laissé le souvenir d’un patron soucieux des bonnes conditions de travail de ses employés et d’une grande générosité. En 1926 est créée une caisse civile ouvrière, commune aux sociétés dont il était président ou directeur et qui tenait lieu de comité d’entreprise et de société de logement.
Dès la première année, le Consortium est l’objet d’attaques plus ou moins voilées concernant ses résultats financiers réels. En novembre 1927 à Saint-Pol-de-Léon, Jean de Saisy s’efforça d’y répondre en attaquant une « certaine Banque rennaise [qui] a vu son bilan passé au crible d’une critique sévère, mais juste ».
Il avait le projet d'établir à Saint-Pol-de-Léon une usine pour produire des oignons au vinaigre (des pickles), afin de transformer sur place un produit à vendre en Grande-Bretagne.

## L'homme engagé dans l’économie et la culture bretonnes
Étant membre d’honneur et bienfaiteur du Gorsedd de Bretagne, il a des relations avec François Jaffrennou, druide-héraut de cette association néodruidique et marchand de boissons à Plouguer et c’est avec lui qu’il met sur pied, en octobre 1926, une société à participation limitée regroupant ses entreprises, avec un capital de 3 millions de francs, qu’ils appellent le Consortium breton (Ar C’hevre breizek en breton). Jaffrennou, après avoir été administrateur, en prend la direction.
La devise est Ober gant hon bro unan binvidik (Rendre riche notre pays). 
Le Consortium veut rassembler plusieurs entreprises complémentaires pour éviter de s’approvisionner à l’extérieur de la Bretagne. Il veut donner un exemple aux autres agents économiques pour qu’ils puisent en premier lieu dans les ressources locales et qu’ils développent une conscience d’être dans un pays riche de: son histoire, de ses traditions et sa langue.
Plus pittoresque, le Consortium breton affrète un bateau chargé de chasser les belugas sur la côte de Riec, afin de protéger les captures des pêcheurs.
Jean de Saisy résume ainsi son programme : «découvrir, rénover, développer et vulgariser, toutes les richesses… de notre Bretagne…Nous devons montrer que nous sommes un pays riche, instruit, en progrès et le prouver en créant chez les industries pour lesquelles notre sol est fait». Il appelle à utiliser les richesses minérales locales pour fertiliser le sol et à transformer sur place les productions agricoles.
À l’occasion du congrès de l'Union régionaliste bretonne, le 7 septembre à Quintin, lors d’un banquet offert par le Consortium, il développe une pensée régionaliste encore plus claire :
«.. Fi des régimes et foin des partis ! Soyons nous-mêmes et nous serons forts, c’est-à-dire, lorsque nous serons riches, le Gouvernement, quel qu’il soit, entrera en composition avec nous, et ces droits de la Bretagne, cet Enseignement bilingue, cette décentralisation, vous l’obtiendrez tout de suite quand on saura en haut lieu que, comme disent les Américains, vous valez tant de dollars».
Il se lance dans la politique: il obtient, lors des législatives de 1924, dans le Finistère, 3,1 % du total des suffrages exprimés. La déception le conduit à rejeter la démocratie et prôner une oligarchie élitiste, système dans lequel le pouvoir serait confié "aux meilleurs" issus de toutes les classes sociales.

## La revue mensuelle «Le consortium breton»
À partir de février 1927 est éditée une « revue encyclopédique mensuelle illustrée », le Consortium breton, dans laquelle on trouve de nombreuses études plus ou moins savantes sur l’histoire de Bretagne et sa littérature, mais aussi des études économiques. Les sociétés de Jean de Saisy sont mises en valeur par les compte-rendu des assemblées et une chronique boursière.

Jaffrennou, comme il l’avait fait pour Ar Bobl, obtient la collaboration des meilleures plumes engagées dans le mouvement régionaliste. Cela ne permet pas à la revue d’atteindre l’équilibre et quand l’entreprise de kaolins fait faillite, elle est arrêtée en juin 1928 après 18 numéros et ayant eu un millier d’abonnés.

## Le festival interceltique ou fête du Consortium breton en août 1927
Pour essayer de sauver ses sociétés, Jean de Saisy veut intéresser des investisseurs britanniques et imagine qu’une grande fête internationale à Riec-sur-Bélon, permettra de les atteindre. En juin 1927, Jean de Saisy, accompagné de Léon le Berre qui lui servait d’introducteur et d’interprète, effectue une grande tournée en Écosse et au Pays-de-Galles, afin de prendre des contacts avec les organismes intéressés par le panceltisme.

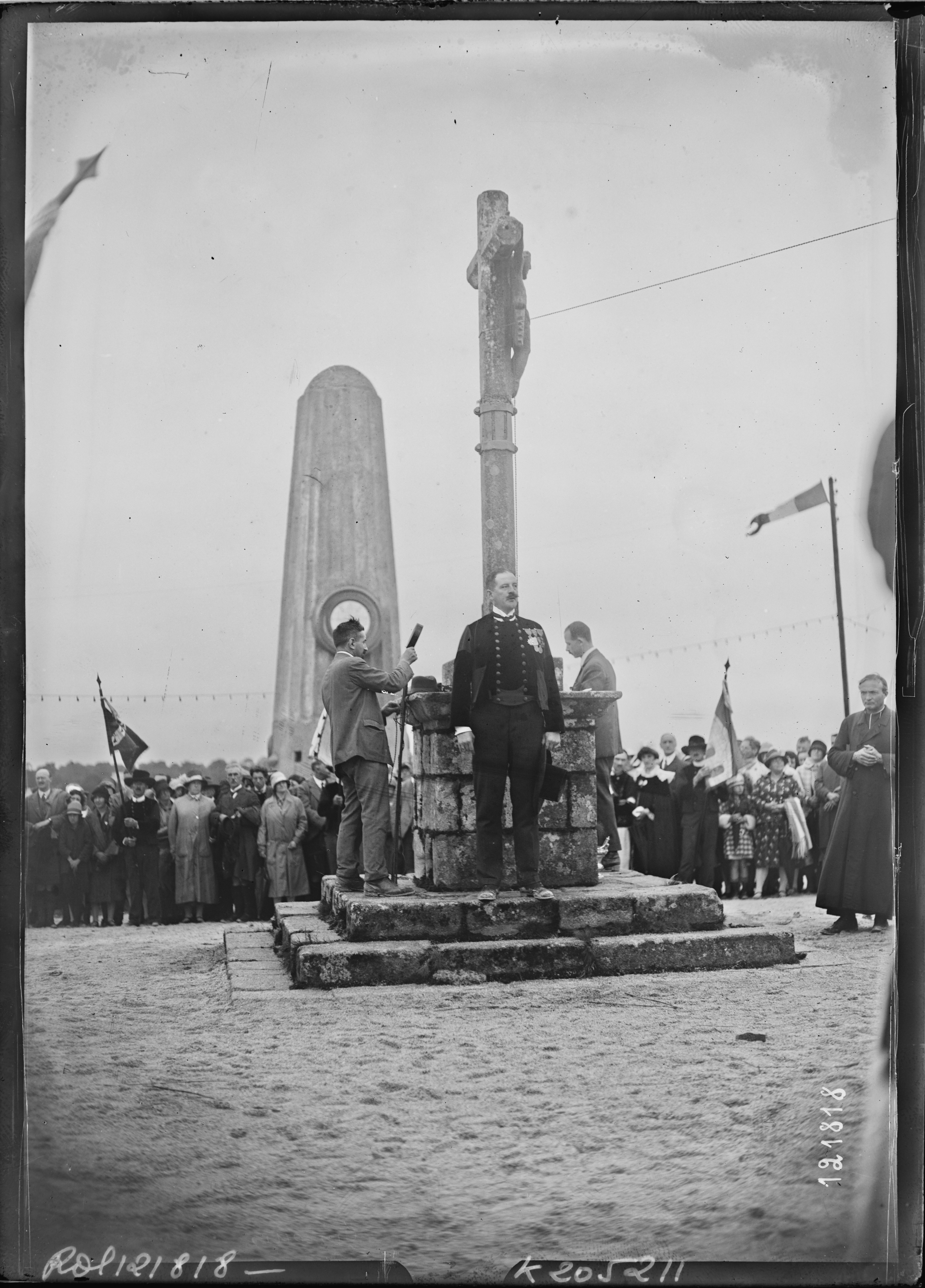
Le vicomte Jean de Saisy de Kerampuil lors de son discours le 13 août 1927 au festival interceltique de Riec-sur-Bélon.

Le 13 et 14 août 1927, le Consortium breton organise un festival interceltique qui inclut une rencontre entre les fraternités druidiques du Pays de Galles et de Bretagne.

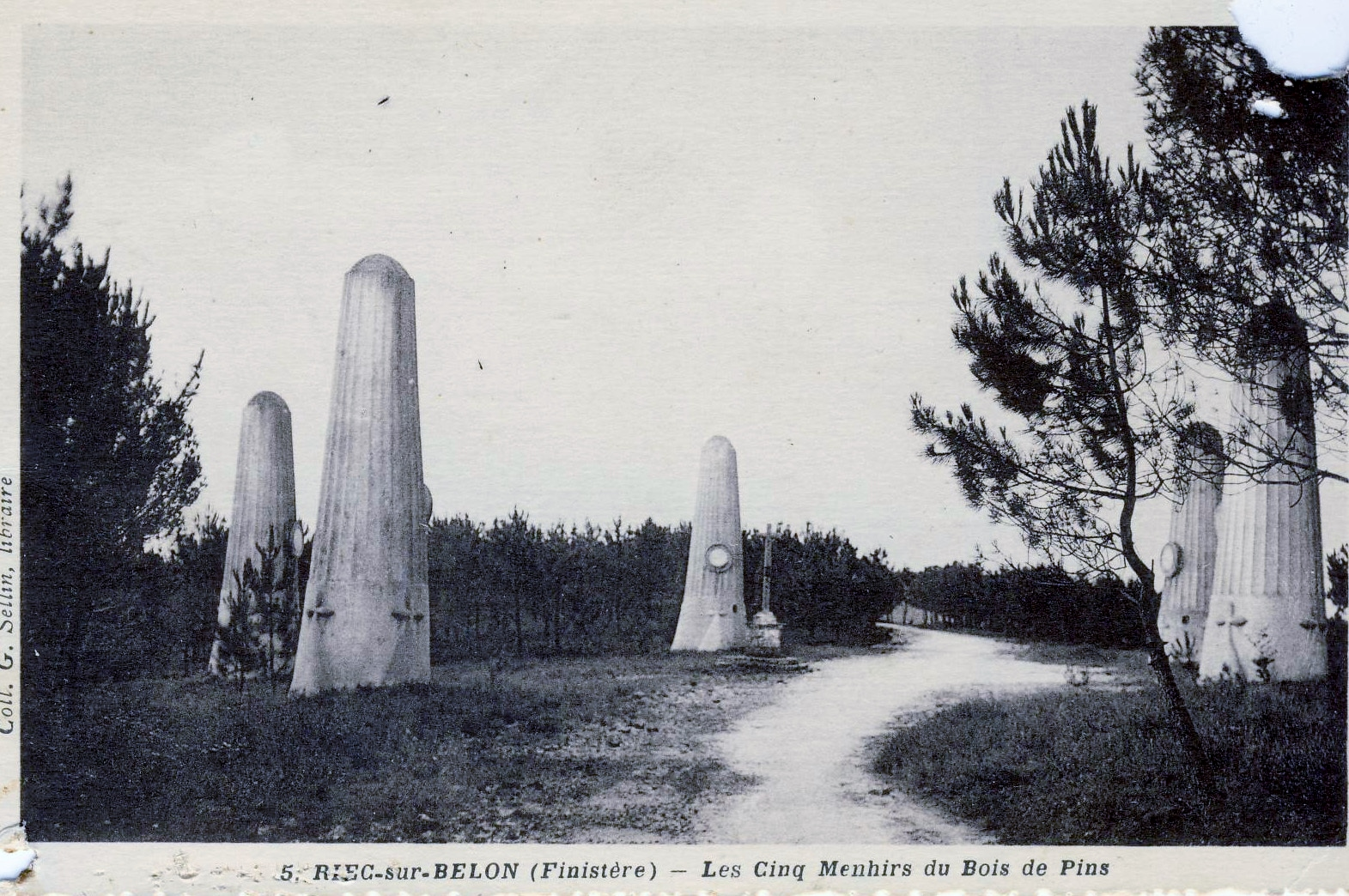
Riec-sur-Bélon : les cinq "menhirs" édifiés au Bois de pins lors du Congrès panceltique de 1927 (carte postale).

Le 12 août, la Fédération régionaliste de Bretagne, dont Jaffrennou-Taldir est un des piliers, vient tenir son congrès à Quimperlé.
Le 13 août est la journée des druides et bardes à laquelle assistent, dans la bruine, 150 délégués d’Outre-Manche et la cérémonie annuelle du Gorsedd de Bretagne est suivie par une foule qui a été estimée à 15 000 personnes (la revue parle de 30 000 pour la fête du lendemain dimanche).
À onze heures, sur la lande de Kerco, cinq grosses « colonnes mémoriales » (ressemblant à des menhirs) hautes de dix mètres, en moellons, recouvertes de ciment et présentant des cannelures et des hermines sont bénies pour rendre hommage à d’illustres bardes bretons, Gilles de Kerampuil, auteur d’un livre d'heures en breton (1576), Auguste Brizeux, Jean-Pierre Le Scour, Théodore Hersart de la Villemarqué et Théodore Botrel.
Le lendemain est célébrée une messe en plein air, près d’une nouvelle chapelle votive dédiée à Sainte Thérèse de l'Enfant-Jésus, puis viennent des concerts et des concours de costumes.
Chacun des deux jours a été l’occasion d’un banquet de 2 000 à 2 500 couverts, suivi d’une fête bretonne avec danses, des chorales, des courses pédestres, des jeux sportifs bretons et celtiques (luttes bretonnes) et autres réjouissances populaires.
L’argent engagé par le Consortium breton ne sera pas compensé par la venue de capitaux et de commandes qu’il espérait. Des « accords en cours » sont annoncés par la revue pour l’exportation de briques et de produits réfractaires en Irlande et en Écosse ne sauveront pas les entreprises. Une tentative d’établir des liens économiques directs avec l’Étal libre d’Irlande, lors d’un voyage en novembre 1927, malgré une réception du vicomte par les plus hautes autorités n’amène pas plus de résultats.

## La faillite et la déconsidération
En 1928 la faillite du vicomte de Saisy de Kerampuil, jusque-là propriétaire de la société exploitant les kaolins de Riec-sur-Bélon , expulsé de ses propriétés en raison de ses dettes, donna lieu à des incidents, le vicomte se barricadant dans sa maisonsituée près de la gare de Riec et tentant en vain un véritable fort Chabrol ; il vit tous les notables qu'il avait invité lors des Fêtes celtiques de Riec l'année précédente lui tourner le dos et l'ignorer désormais. La gendarmerie dut même le protéger contre la fureur populaire.